# Ежевика (коктейль)
«Ежеви́ка» (англ. Bramble, Брамбл) — коктейль на основе джина, ежевичного ликёра, лимонного сока и сахарного сиропа. Классифицируется как коктейль на весь день (англ. All day cocktail). Входит в число официальных коктейлей Международной ассоциации барменов (IBA), категория «Напитки новой эры» (англ. New Era Drinks).

## История
Коктейль был создан в 1980-х годах в Лондоне (Великобритания).

## Рецепт и ингредиенты
Состав:
- джин — 40 мл;
- лимонный сок — 15 мл;
- сахарный сироп — 10 мл;
- ежевичный ликёр — 15 мл (долить).

Метод приготовления: билд. Подают в бокале олд фешен с крошенным льдом.
Все ингредиенты (кроме ликёра) наливают в старомодный стакан с крошеным льдом и размешивают. Затем вдоль края стакана по кругу наливают ежевичный ликёр. Готовый коктейль в качестве гарнира украшают долькой лимона и двумя-тремя ягодами ежевики.